# Eugène Philippe LaRocque
Eugène Philippe LaRocque (ur. 27 marca 1927 w Windsor, zm. 16 grudnia 2018) – kanadyjski duchowny rzymskokatolicki, w latach 1974–2002 biskup Alexandria-Cornwall.

## Życiorys
Święcenia kapłańskie przyjął 7 czerwca 1952. 24 czerwca 1974 został prekonizowany biskupem Alexandria in Ontario. Sakrę biskupią otrzymał 3 września 1974, ingres odbył się 15 września. 27 kwietnia 2002 przeszedł na emeryturę.